# 올가 (프리모르스키 변경주)

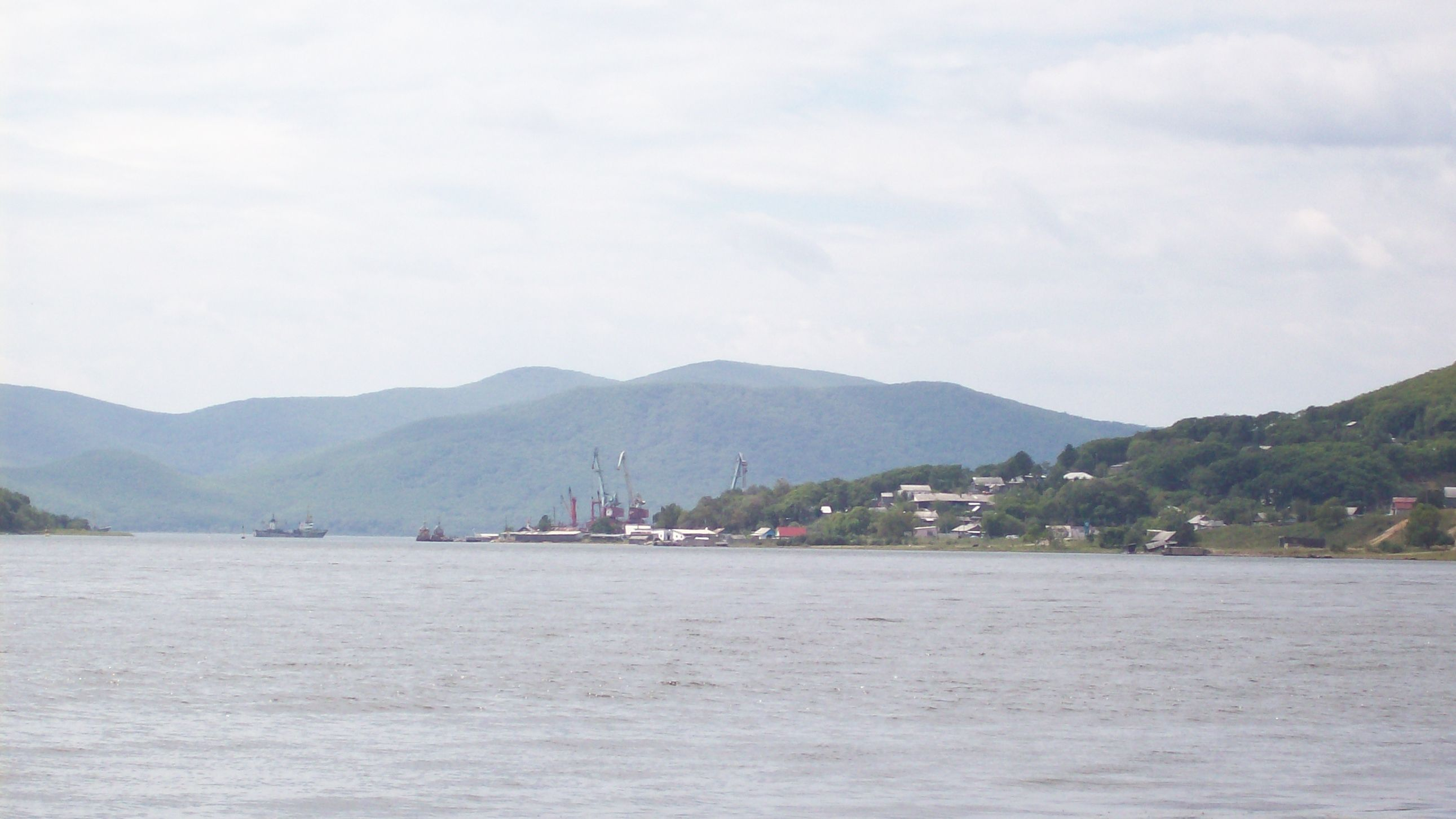
올가항

올가(러시아어: Ольга)는 러시아 프리모르스키 변경주에 위치한 도시로 인구는 4,026명(2010년 기준)이다. 동해와 접하며 나홋카에서 북동쪽으로 240km 정도 떨어진 곳에 위치한다.
발해 시대에 안주(安州)라는 마을이 형성되었다. 1860년 아이훈 조약에 따라 청나라에서 러시아 제국에 양도되었다.

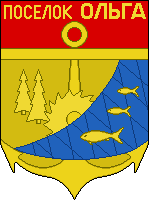
시 문장